# Илия (гравёр)
Илия (Илья; годы творчества: ок. 1637—1663) — православный монах (по некоторым данным — иеромонах), гравёр и книжный иллюстратор, работавший в XVII веке во Львове, Киеве и Яссах. Один из ключевых представителей казацкого барокко в области графики. 

## Биография
Мирское имя и фамилия неизвестны. Вероятно, уроженец Львова. Получил образование в школе православного Львовского Успенского братства, располагавшего собственно типографией. 1637 годом датируется «Псалтырь» — первая книга львовской типографии, для которой Илья выполнил иллюстрации в технике гравюры на дереве (так называемой ксилографии). Техника создания иллюстраций (гравюр) для печатной книги в то время предполагала вырезание их на доске, с последующим обмакиванием в краску, после чего получившейся резной доской изображение вручную проштамповывалось (печаталось) на необходимую страницу в каждый будущий книжный экземпляр.
В Львовский период творчества Илия также оформил своими иллюстрациями книги: «Минея праздничная» ( 1638, 1643), «Апостол» (1639), «Октоих» (1640). В этот период Илия уже был монахом, насельником львовского Онуфриевского монастыря. Помимо успенской братской типографии, он сотрудничал также с типографией Михаила Слёзки. 
Начиная с 1640 года Илия жил в Киево-Печерском монастыре и работал в монастырской типографии. Здесь им были созданы иллюстрации для «Требника Петра Могилы» (1646), «Иллюстрированной Библии» (1645—1649), «Киево-Печерского патерика» (1661). Особый интерес представляет «Иллюстрированная Библия», прототипом для которой послужило нидерландское издание с иллюстрациями Класа Янсона Висхера.
Поскольку воспроизвести издание, не имея в руках оригинальных досок было невозможно, Илия был вынужден создать все иллюстрации заново. При этом размер иллюстраций был сильно уменьшен, сообразно с форматом планировавшегося издания, а их содержание заметно изменено. Это была, одна из первых попыток копировать западные книжные иллюстрации, приспособив их для нужд православного религиозного издания.
В 1641–1642 годах Илия работал в Яссах в типографии Монастыря Трёх Святителей. Это произошло потому, что господарь Молдавии Василий Лупу попросил киевского митрополита Петра Могилу для налаживания в Молдавии типографского дела направить к нему оборудование и опытных мастеров. В Яссах им были созданы иллюстрации к Учительному евангелию, а также гравюра, прославлявшая добродетель Василия Лупу и членов его семьи. Проработав около года в Яссах, Илия снова вернулся в Киев. Во второй киевский период творчества Илия проиллюстрировал книги:  «Полуустав, или Правило истиннаго християнскаго жития» (1643), «Собрание короткой науки о артикулах веры» митрополита Петра (Могилы) (1645). 
В 1651 году, когда Киев разорило войско Великого гетмана литовского Януша Радзивилла (1612—1655), Илия находился в городке Кобыжча на Черниговщине, который принадлежал каштеляну киевскому Адаму Киселю (1660—1653). После этого вернулся в Киев снова, из его работ последующего периода известны иллюстрации к книгам Наука о седми сакраментах албо тайнах» митрополита Сильвестра (Коссова) (1657), «Новый Завет с Псалтирью» (1658) и др. Всего за весь период творчества Илией было создано более 300 (оценка Д. А. Ровинского) или даже более 600 гравюр (оценка «Православной энциклопедии»).
Последние известные произведения Илии были созданы в 1663 году. Дальнейшая его судьба неизвестна.

## Галерея

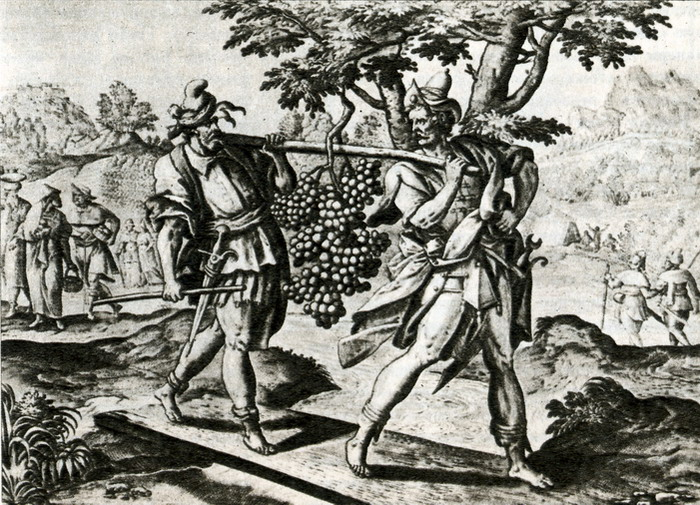
Возвращение из Ханаана. Гравюра на меди из нидерландской «Иллюстрированной Библии».
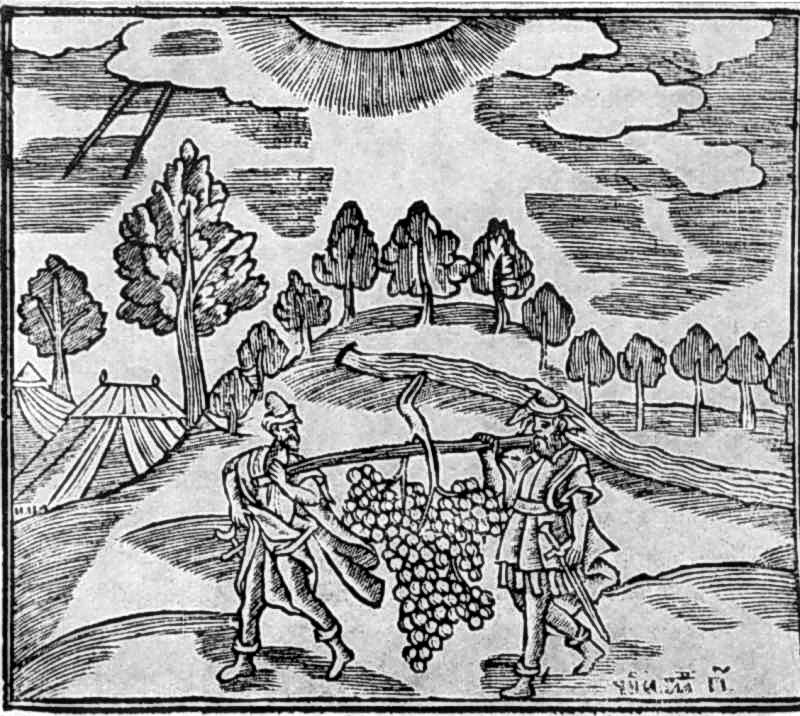
Возвращение из Ханаана. Гравюра на дереве инока Ильи на тот же сюжет из киевской «Иллюстрированной Библии».
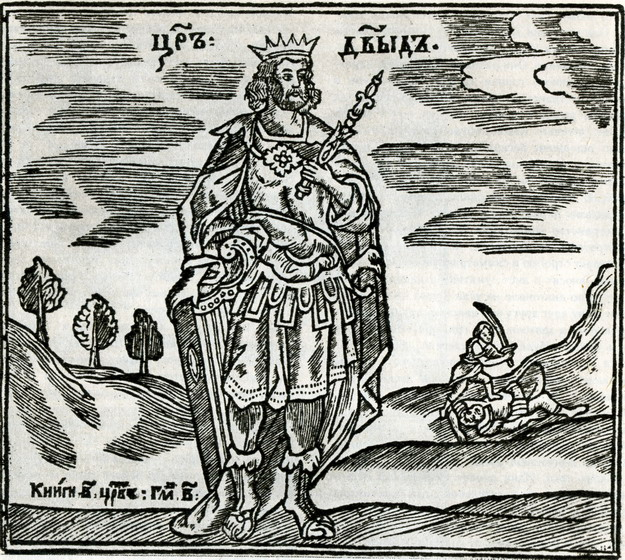
Царь Давид
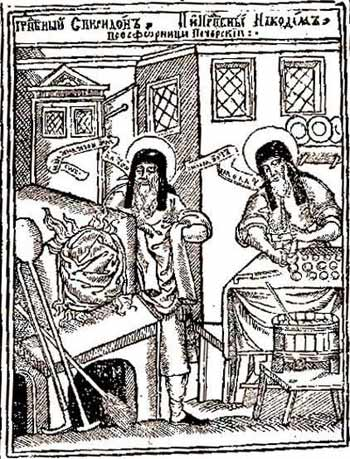
Преподобные Спиридон и Никодим, просфорники Печерские.